# Пучежская швейная компания
Пучежская швейная компания — предприятие швейной промышленности в Пучеже Ивановской области.

## История
12 декабря 1940 года для улучшения управления существующими мелкими промышленными предприятиями на территории Пучежского района, а также дальнейшего их расширения, исполнительный комитет Пучежского районного совета принимает решение №86 «Об организации «Райпромкомбината». Управляющим вновь созданной организации, основой которой стали 2 артели – бондарная и столярная, стал Поляков Николай Васильевич. В то время Райпромкомбинат не имел своего оборудования, помещение было выделено только под раскройный цех и первыми рабочими были те, кто имел свои швейные машины и мог работать у себя дома.
Начавшаяся Великая Отечественная война вносит коррективы в планы развития комбината. Все силы были направлены на выполнение спецзаказа для Красной Армии. Комбинат выпускает тёплую одежду для солдат – ватные бушлаты, брюки, нательное белье, бочки для отправки в них капусты для фронта.
В послевоенное время продолжается развитие предприятия, открываются новые мастерские. Но основной упор делается на увеличение производства швейной продукции. В 1953-1954 годах в связи со строительством Горьковской ГЭС и затоплением старого города, все мастерские комбината начинают переселяться во вновь отстраиваемый город. В самом начале здание швейного цеха находилось на ул. Любы Левиковой в деревянном двухэтажном доме. Но швейное производство «Райпромкомбината» увеличивалось и возникла проблема нехватки площадей, поэтому в 1970 году строится новое кирпичное двухэтажное здание на ул. Ленина, д. 34, с большими раскройным и швейным цехами и множеством подсобных помещений. В этот период руководителем Райпромкомбинатом был Конашин Александр Лукич. А с июня 1980 года швейную фабрику возглавил Макарян Абрек Арминакович.
В советские времена это была единственная швейная фабрика в Ивановской области, которая специализировалась на пошиве ассортимента детской одежды, пользовавшейся большим спросом по всей стране. Выкройки детской одежды разрабатывали в Ивановском доме моделей, а затем отшивали образцы в фабричной лаборатории по готовым лекалам и запускали в поточное производство. Объём выпускаемой продукции швейного цеха в этот период стал составлять более 90% от общего выпуска всего «Райпромкомбината».
В 1976 году в соответствии с решением Ивановского областного Совета депутатов Пучежский Райпромкомбинат переименован в швейную фабрику.
В июне 1995 году «Пучежскую швейную фабрику» возглавила Чёлышева Валентина Васильевна. На предприятии был создан экспериментальный цех по разработке новых моделей, в котором была создана коллекция детской одежды: полукомбинезоны, комбинированные платья изо льна, сарафаны, комплекты для мальчиков, платья дошкольного возраста из тканей Чайковского комбината, модели платьев, сарафанов в спортивном и фольклорным стилях.
Выпускались салфетки столовые, сорочки ночные женские, платья детские с вышивкой. Было освоено производство ватных одеял и наматрасников, ватных курток и пошив чехлов на автомашины разных марок.
В 2004 году предприятие вошло в состав Ивановской ассоциации «TDL Текстиль», в основе работы фабрики стало производство комплектов постельного белья. Это направление является приоритетным для Пучежской швейной комании и в настоящее время.

## Деятельность
Предприятие специализируется на выпуске ассортимента постельной группы — комплектов постельного белья различного вида: двуспальные, полутораспальные, Евро, Дуэты, Юниоры, Тинейджеры и другие из бязи, сатина, поплина и перкаля. Также, фабрика выпускает комплекты постельного белья с пододеяльником на молнии, наволочки с «ушками», с простынёй на резинке. 
Во второй половине 2023 года был освоен выпуск постельного белья класса «Люкс» из страйп-сатина и сатина.